# 4023 Jarník
4023 Jarník là một tiểu hành tinh vành đai chính với chu kỳ quỹ đạo là 1219.4986451 ngày (3.34 năm).
Nó được phát hiện ngày 25 tháng 10 năm 1981.